# Hōjō Tokifusa
Hōjō Tokifusa (北条 時房, 1175 – 18 de fevereiro de 1240) foi um membro do Clã Hōjō de nobres e membros da Corte do Japão, o irmão de Hōjō Yoshitoki , Shikken (regente) do Shōgun  . Tokifusa foi nomeado para o governo de Kyoto no cargo de  Minamikata do Rokuhara Tandai  criado, em 1221, após a Guerra Jōkyū. Onde atuava ao lado de seu sobrinho Hōjō Yasutoki  entre 1221 e 1225. Posteriormente de 1225 a 1230 ocupou o posto de Rensho.
Mais tarde, tornou-se um monge budista , e viveu o resto de sua vida no templo To-ji , na cidade de Nara , onde adquiriu o apelido de "Daibutsu" (Grande Buda) .